# Lilly Wolff
Lilly Wolff (* 16. Juni 1896 in Niederschöneweide (heute Berlin); † ermordet 8. September 1942 in Riga) war Lehrerin und in Berlin für das Büro Grüber tätig. Sie wurde wegen ihrer jüdischen Herkunft Opfer des Holocaust in der Zeit des Nationalsozialismus. Als Folge von Recherchen im Zuge des Projekts Stolpersteine fand ihr Schicksal seit 2004 öffentliche Beachtung, was unter anderem zu einer Debatte um die Ehrenbürgerwürde eines früheren Bürgermeisters von Heide (Holstein) führte.

## Leben
Lilly war eine Tochter von Käte geb. Jacoby und Georg Wolff. Ihr Vater besaß in Berlin eine Kattunfabrik. 1906 zog die Familie auf Gut Jägerslust bei Flensburg.

### Ausbildung und Berufstätigkeit bis 1933
Lilly Wolff und ihre Schwester Susanne hatten sich bereits 1912 in der Flensburger Nikolaikirche evangelisch taufen lassen und waren damit zum Christentum konvertiert. Nachdem Lilly 1917 die Reifeprüfung am Oberlyzeum Flensburg bestanden hatte, ließen sie und Susanne sich am Oberlyzeal-Zweig der Auguste-Victoria-Schule zu Lehrerinnen ausbilden. 1918 legte sie die Lehramtsprüfung für Lyzeen und Mittelschulen ab und war 1918/19 an einer Privatschule in Storkow (Mark Brandenburg) als Lehrerin tätig.
Von Ostern 1919 bis 1933 war sie Lehrerin in Heide, zuerst als Aushilfslehrerin an der privaten höheren Mädchenschule, die 1923 in den Besitz der Stadt Heide überging und 1926 in Klaus-Groth-Schule umbenannt wurde. Ab April 1929 unterrichtete sie an der Mädchenbürgerschule Lüttenheid und wurde zum 1. Juni 1930 gegen den Widerstand des deutschnationalen Bürgermeisters Hermann Hadenfeldt dort fest angestellt.

### Verfolgung ab 1933
Lilly Wolff wurde wegen ihrer jüdischen Herkunft zum 1. September 1933 aufgrund des rassistischen „Gesetzes zur Wiederherstellung des Berufsbeamtentums“ ohne Ruhegeld entlassen.
Aufgrund ihres ausgezeichneten Rufes als Lehrerin konnte sie sich mit Nachhilfestunden durchschlagen. Im Dezember 1935 wurde ihr auf Initiative der NSDAP-Kreisleitung durch den Bürgermeister Hermann Hadenfeldt auch dies verboten, wodurch ihr die Existenzgrundlage entzogen wurde. Daraufhin verließ Lilly Wolff im Juni 1936 Heide und lebte einige Monate auf dem Familiengut Jägerslust, wo ihr Bruder Alexander jüdische Jugendliche auf die Auswanderung nach Palästina vorbereitete. 1937 sie ging nach Berlin, wo sie an schulischen Einrichtungen für jüdische Kinder wieder als Lehrerin arbeiten konnte.
Bis 1938 unterrichtete sie in Berlin-Wilmersdorf an der Privatschule von Anna Pelteson, wie Wolff eine Konvertitin zum Christentum. Nach der Schließung dieser Schule war sie bis zum Verbot der Beschulung jüdischer Kinder am 30. Juni 1942 in Berlin-Mitte an der „Familienschule“ des evangelischen Büro Grüber tätig, die im Zuge des Ausschlusses aller jüdischen Kinder aus den deutschen Schulen 1939 für „nichtarische“ Christen eingerichtet worden war.
Lilly Wolff wurde am 5. September 1942 von Berlin mit dem 19. Berliner Osttransport nach Riga-Jungfernhof deportiert, wo sie am 8. September 1942 ermordet wurde. Am 1. Januar 1943 wurde sie für tot erklärt. Bis auf ihren Bruder Alexander Wolff, der über Schweden in die USA fliehen konnte, wurde ihre gesamte Familie im Zuge der Shoa ermordet.

## Erinnerung

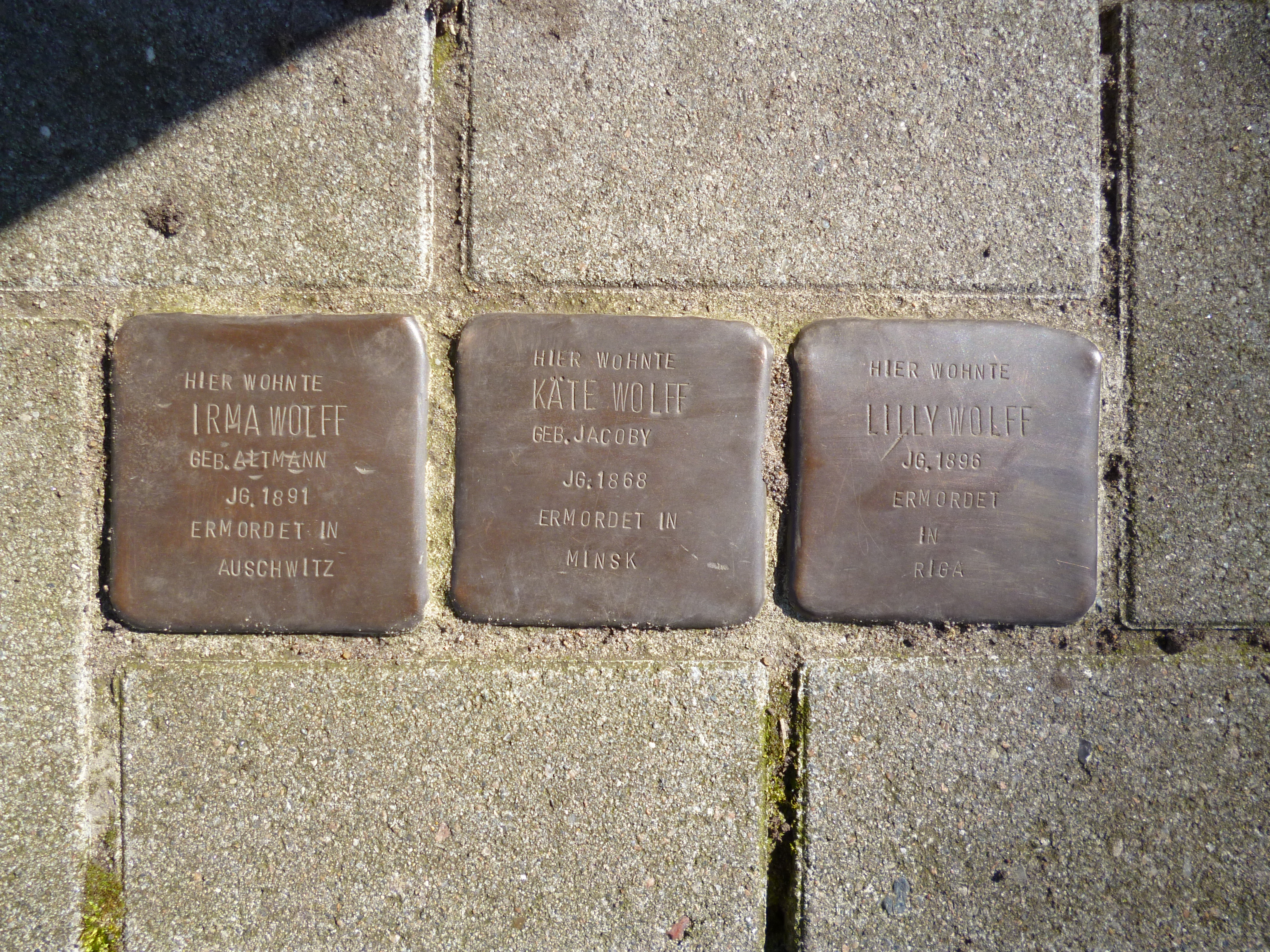
Stolpersteine in Flensburg

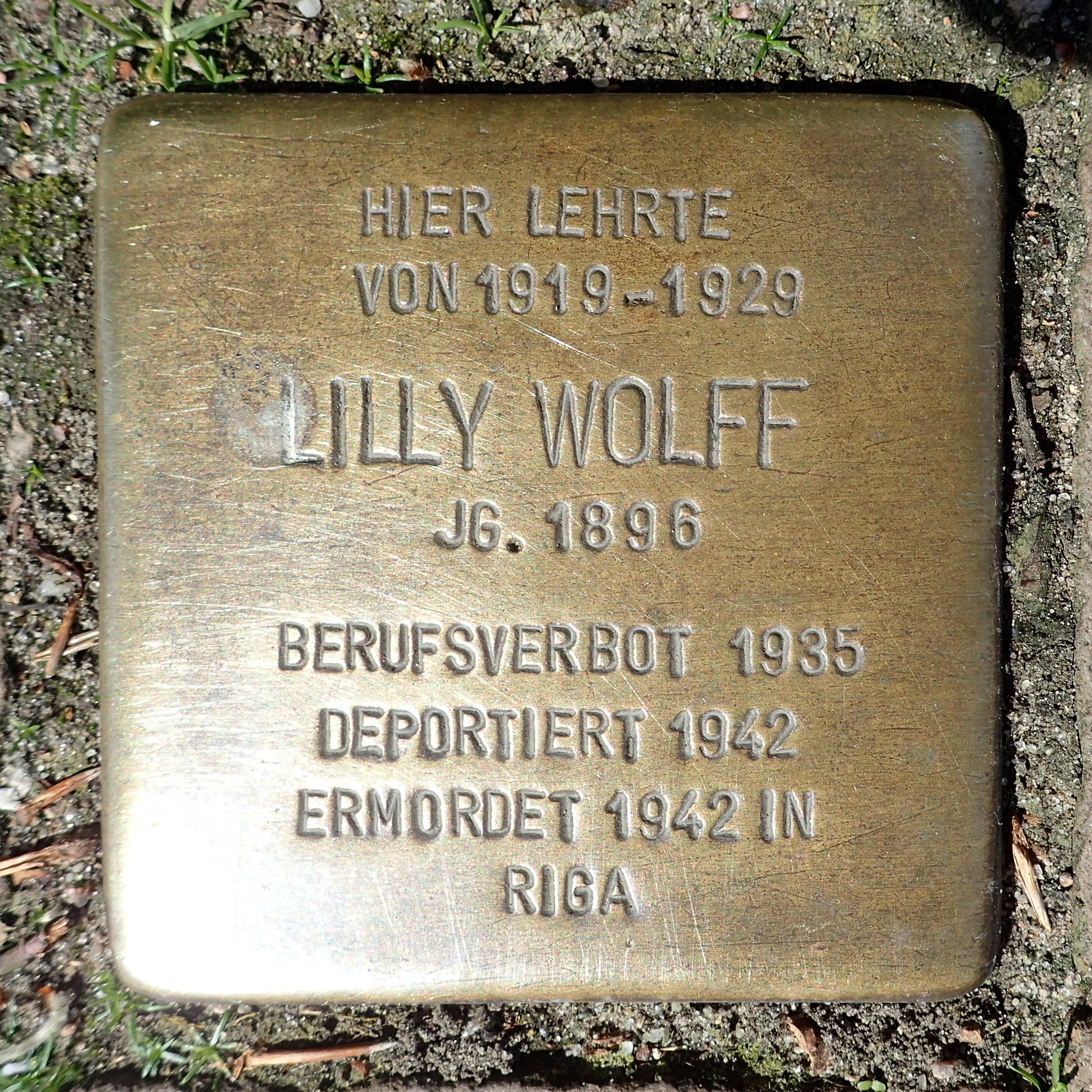
Stolperstein in Heide

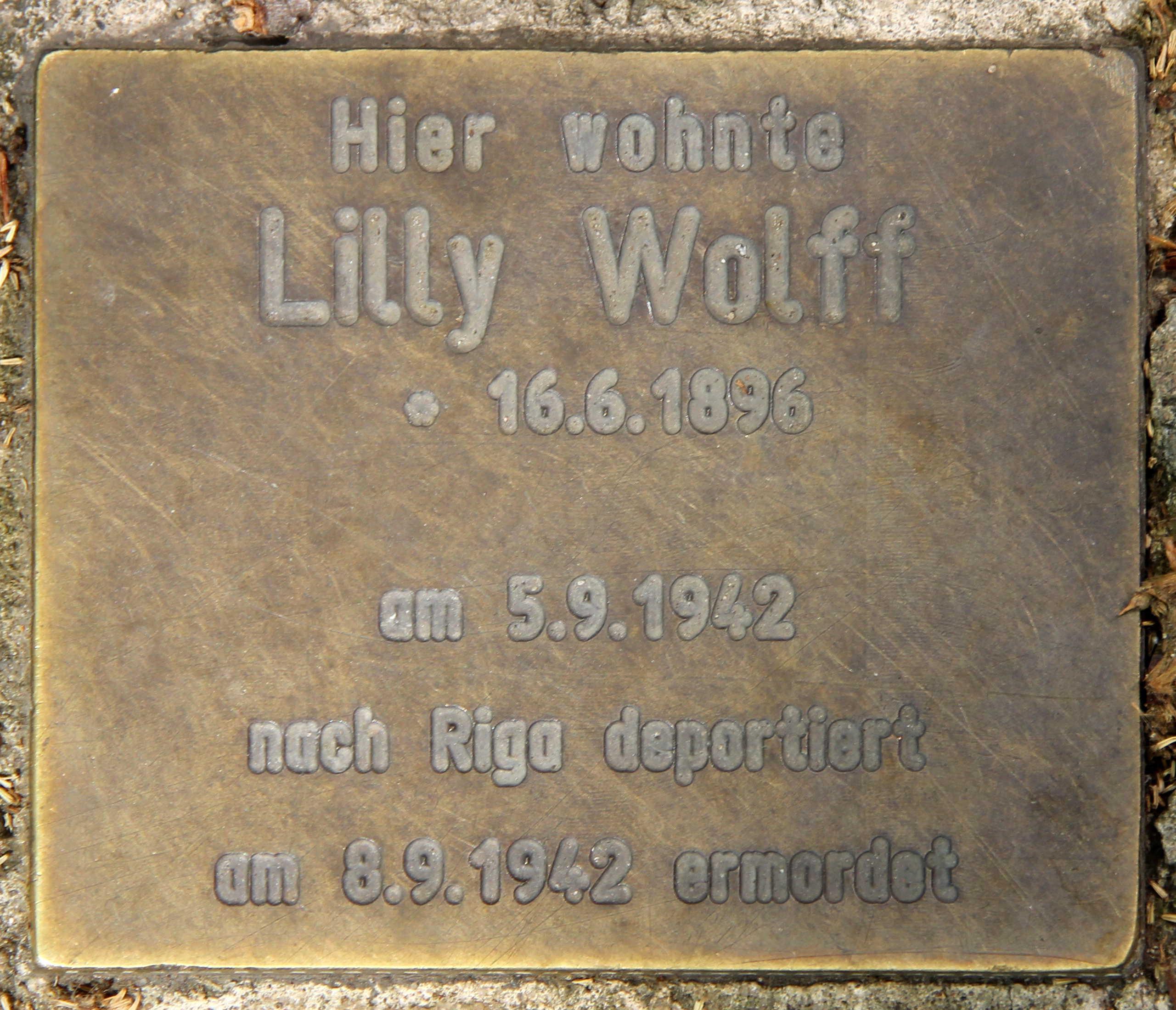
Denkstein in Berlin

2004 hat Gunter Demnig auf dem Gelände des ehemaligen Hofes Jägerslust in Flensburg Stolpersteine zur Erinnerung an Lilly Wolff, ihre Mutter Käte Wolff und ihre Schwägerin Irma Wolff gesetzt. Am 10. Oktober 2006 wurde Lilly Wolff ein weiterer Stolperstein vor der Klaus-Groth-Schule in Heide (Holstein) gewidmet. Dieser zweite Stolperstein löste die „Affäre Lilly Wolff“ aus, in deren Verlauf der „Arbeitskreis Widerstand und Verfolgung im nationalsozialistischen Dithmarschen“ die Aberkennung der Ehrenbürgerschaft des ehemaligen Bürgermeisters Hermann Hadenfeldt forderte. Am Fall Lilly Wolffs wurde versucht, die antisemitische Gesinnung Hadenfeldts aufzuzeigen. Dieser soll jahrelang die Festanstellung Wolffs verhindert haben und für ihre Entlassung aus dem Schuldienst und das spätere Verbot ihrer Tätigkeit als Nachhilfelehrerin mitverantwortlich gewesen sein. Das Verfahren wurde abgelehnt mit der Begründung, dass die Ehrenbürgerwürde mit dem Tod erlischt.
Bei der Eröffnung der ersten Flensburger Gemeinschaftsschule im Jahr 2007 regte die Stellvertretende Stadtpräsidentin Barbara Philipsen (SPD) an, diese Schule nach Lilly Wolff zu benennen.
2009 wurde ein Denkstein zur Erinnerung an Lilly Wolff an ihrem letzten freigewählten Wohnort in der Spichernstraße 7 in Berlin-Wilmersdorf verlegt, womit an ihre Tätigkeit für das Büro Grüber erinnert werden soll.
Am 7. April 2014 beschloss der Bauausschuss der Stadt Heide auf Initiative der Linkspartei, eine Straße nach Lilly Wolff zu benennen – eine bis dahin nach Gustav Frenssen benannte Straße im Süden der Stadt.